# Ringebu
Ringebu là một đô thị ở hạt Oppland, Na Uy. Nó là một phần của khu vực truyền thống của Gudbrandsdal. Trung tâm hành chính của đô thị này là làng Vålebru.
Đô thị của Ringebu được thành lập ngày 1 tháng 1 năm 1838 (xem formannskapsdistrikt). Khu vực Sollia đã được tách từ Ringebu đô thị để trở thành một đô thị riêng vào năm 1864.